# Archaeornithomimus asiaticus
Archaeornithomimus asiaticus (gr."Antiguo imitador de ave de Asia")  es una especie conocida del género fósil Archaeornithomimus de dinosaurios terópodos ornitomímidos, que vivieron a finales del período Cretácico, hace aproximadamente 80 millones de años, en el Campaniense, en lo que hoy es Asia.